# NGC 622
NGC 622 est une vaste galaxie spirale barrée située dans la constellation de la Baleine. NGC 622 a été découverte par l'astronome germano-britannique William Herschel en 1785.

## Caractéristiques
Sa vitesse par rapport au fond diffus cosmologique est de 4 859 ± 21 km/s, ce qui correspond à une distance de Hubble de 71,7 ± 5,0 Mpc (∼234 millions d'al).
À ce jour, trois mesures non basées sur le décalage vers le rouge (redshift) donnent une distance de 85,600 ± 1,442 Mpc (∼279 millions d'al), ce qui est à l'extérieur des valeurs de la distance de Hubble. Notons que c'est avec la valeur moyenne des mesures indépendantes, lorsqu'elles existent, que la base de données NASA/IPAC calcule le diamètre d'une galaxie et qu'en conséquence le diamètre de NGC 622 pourrait être d'environ 43,8 kpc (∼143 000 al) si on utilisait la distance de Hubble pour le calculer. 
La classe de luminosité de NGC 619 est II et elle présente une large raie HI. C'est aussi une galaxie à sursaut de formation d'étoiles. De plus, c'est une galaxie du champ, c'est-à-dire qu'elle n'appartient pas à un amas ou un groupe et qu'elle est donc gravitationnellement isolée.
NGC 622 est une galaxie dont le noyau brille dans le domaine de l'ultraviolet. Elle est inscrite dans le catalogue de Markarian sous la cote Mrk 571 (MK 571).